# Jussinsaari (ö i Norra Karelen, Joensuu, lat 62,53, long 29,79)
Jussinsaari är en ö i Finland. Den ligger i sjön Pyhäselkä och i kommunen Joensuu i den ekonomiska regionen  Joensuu ekonomiska region  och landskapet Norra Karelen, i den sydöstra delen av landet, 400 km nordost om huvudstaden Helsingfors. Öns area är 0,6 hektar och dess största längd är 110 meter i öst-västlig riktning.